# Jadwiga Szustrowa
Jadwiga Szustrowa, właśc. Szuster ze Strzeleckich (ur. 4 marca 1890 w Tomaszowie Mazowieckim, zm. 14 maja 1961 w Łodzi) – polska lekarka, działająca na rzecz walki z gruźlicą.

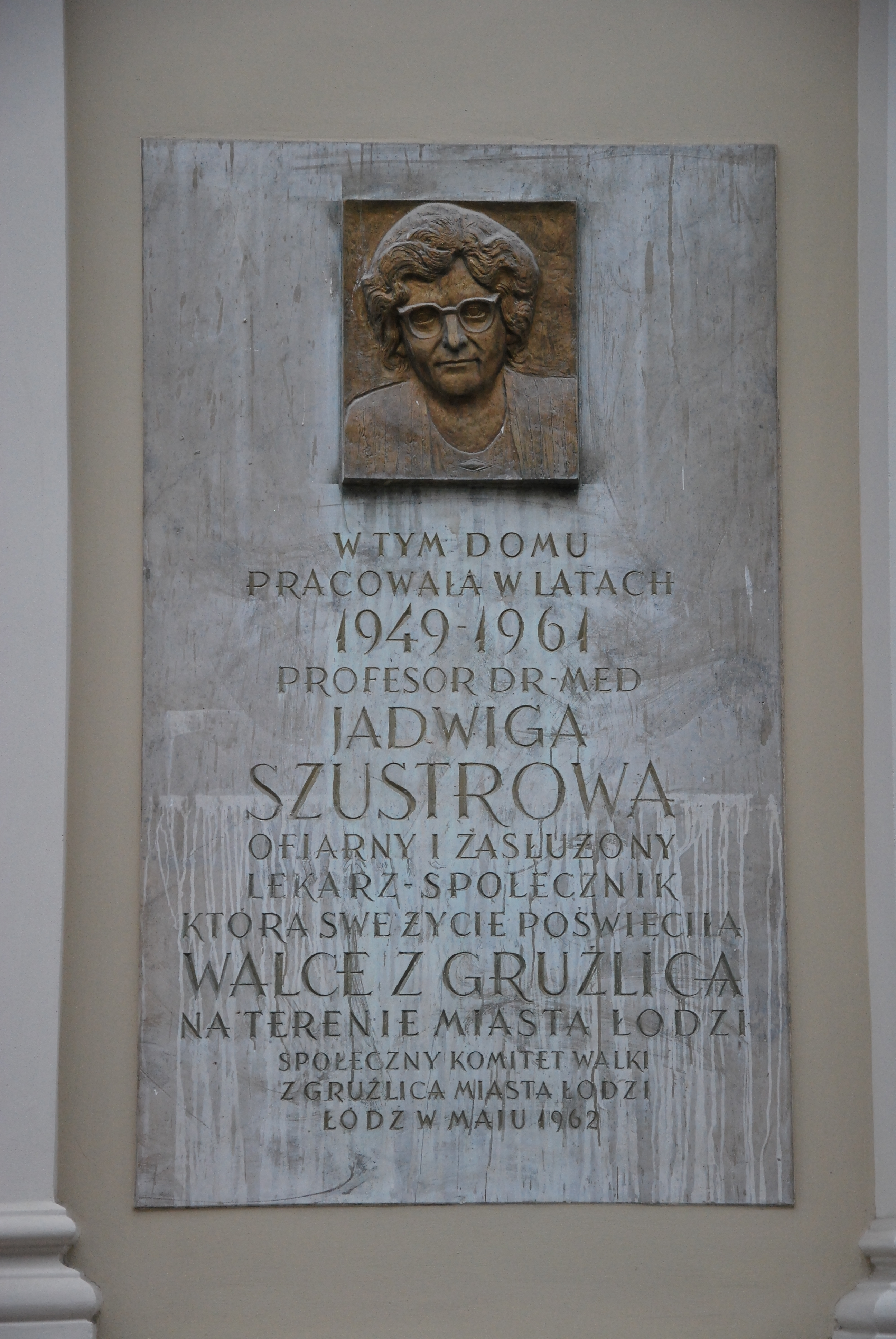
Tablica upamiętniająca Jadwigę Szustrową; Łódź, ul. St. Moniuszki 7/9

## Życiorys
Urodziła się 4 marca 1890 w Tomaszowie Mazowieckim w rodzinie Strzeleckich, jako córka Edwarda, inżyniera kolejowego. Studiowała medycynę w Krakowie i od 1910 w Genewie, gdzie w 1917 otrzymała dyplom lekarza. Na początku lat 20. nostryfikowała dyplom na Uniwersytecie Poznańskim, następnie pracowała w Radomsku i Porębie. W 1923 zamieszkała w Łodzi, gdzie jej mąż Lucjan został wicedyrektorem Kasy Chorych. Była organizatorką trzech przychodni przeciwgruźliczych z przeznaczeniem dla dzieci, pracowała także jako lekarka szkolna. Wspólnie z mężem była pomysłodawcą powstania sanatorium przeciwgruźliczego dla dzieci w podłódzkim Tuszynku. Działała w Robotniczym Towarzystwie Przyjaciół Dzieci.
W 1940 została wysiedlona razem z rodziną do Piotrkowa Trybunalskiego. W maju 1944 została razem z mężem aresztowana przez Gestapo, następnie została osadzona w niemieckim obozie Ravensbrück (KL), skąd została uwolniona w kwietniu 1945 dzięki akcji Międzynarodowego, Szwedzkiego i Duńskiego Czerwonego Krzyża. Po wojnie wróciła do Łodzi i ponownie pracowała w służbie zdrowia, zajmując się walką z gruźlicą. Była inicjatorką powstania Społecznego Komitetu do Walki z Gruźlicą. Pełniła stanowisko dyrektora Wojewódzkiej Przychodni Przeciwgruźliczej dla miasta Łodzi. Została prezesem (1953–1959) i członkiem honorowym Polskiego Towarzystwa Ftyzjatrycznego oraz prezesem łódzkiego oddziału PTF. Była członkiem i doradcą Międzynarodowej Unii Przeciwgruźliczej.
Zmarła 14 maja 1961 i została pochowana na cmentarzu Doły w Łodzi (kwatera VII-1-22).
Jej mężem od 1914 był Lucjan Szuster, z wykształcenia inżynier chemik, który zmarł w 1944 w więzieniu w Radomiu. Miała z troje dzieci, synów Edwarda i Włodzimierza oraz córkę Alinę (lekarz z tytułem doktora, żona dr. Janusza Myczkowskiego).

## Publikacje
- Pomóż walczyć z gruźlicą
- Leczenie gruźlicy lekami przeciwprątkowymi. Wskazówki dla chorych

## Ordery i odznaczenia
- Krzyż Komandorski Orderu Odrodzenia Polski[4]
- Krzyż Kawalerski Orderu Odrodzenia Polski (9 lipca 1954)[9]
- Złoty Krzyż Zasługi (dwukrotnie, w tym 22 lipca 1950[10])[4]
- Srebrny Krzyż Zasługi (11 listopada 1936)[11]
- Odznaka honorowa „Za wzorową pracę w służbie zdrowia”[4]
- Honorowa Odznaka Miasta Łodzi[4]

## Upamiętnienie
W maju 1962 została odsłonięta tablica upamiętniająca Jadwigę Szustrową, na fasadzie willi Meyera przy ulicy Stanisława Moniuszki, gdzie od 1949 do końca życia pracowała.
W 1972 jej imię otrzymał V Dom Pomocy Społecznej w Łodzi.
Jej imię nosi skwer obok Uniwersyteckiego Szpitala Klinicznego nr 4 im. M. Konopnickiej Uniwersytetu Medycznego przy ul. bł. Anastazego Pankiewicza 16.